# India en los Juegos Olímpicos de Sídney 2000
India estuvo representada en los Juegos Olímpicos de Sídney 2000 por un total de 65 deportistas, 44 hombres y 21 mujeres, que compitieron en 13 deportes.
El portador de la bandera en la ceremonia de apertura fue el tenista Leander Paes.

## Medallistas
El equipo olímpico indio obtuvo las siguientes medallas:
| Nombre            | Deporte      | Competición |
| ----------------- | ------------ | ----------- |
| Oro               |              |             |
| —                 |              |             |
| Plata             |              |             |
| —                 |              |             |
| Bronce            |              |             |
| Karnam Malleswari | Halterofilia | 69 kg F     |